# Constant Desjardins
Claude Constant Desjardins (* 3. Februar 1787 in Straßburg; † 1876 in Wien) war ein französischer Kartograf und Leiter eines Lyzeums in München.
Sein Vater war Kaufmann, er hinterließ eine Frau und eine Tochter.

## Leben
Er fertigte einen innovativen Atlas von Europa.
Er interessierte sich für Mannigfaltigkeit (Bevölkerung, Verwaltung, Klima, landwirtschaftliche Ressourcen) der Kartografie, setzte die Technik der Lithographie ein und publizierte Cartographica speziell für das sich ausbreitende Bildungswesen in Europa.
Ungewöhnlich in der Zeit wachsender Nationalismen in Europa waren seine sowohl mehrsprachigen als auch einsprachigen Karten. Er wird als ambulanter Kartograf beschrieben und arbeitete in Frankreich. Er verbrachte 15 Jahre im Königreich Bayern, Österreich, Ungarn und Serbien. Er war Geograph und stellvertretendes Mitglied der Commission Centrale der Société de Géographie in Paris.
Von 1826 bis 1831 nach dem Wiener Kongress noch vor Beginn der Regentschaft von Otto (Griechenland) 1832 förderte Ludwig I. (Bayern) den Erwerb der Deutschen Sprache von jungen Griechen und unterstützte zu diesem Zweck ein Lyzeum in der Arcisstraße in München, das Desjardins betrieb.

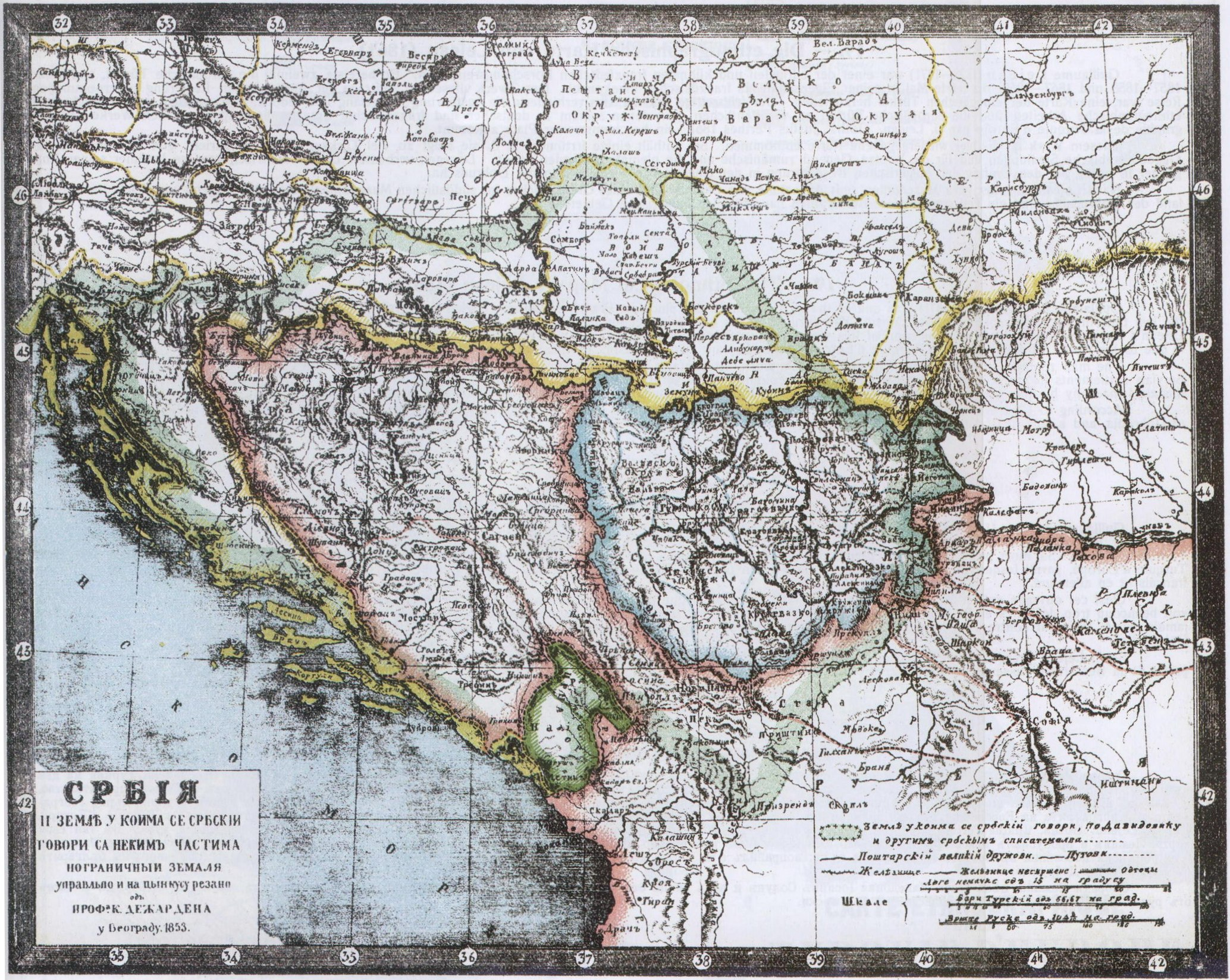
Ethnologische Karte von Professor Constant Desjardins (1787–1876). Diese Karte hat den Inhalt: Serbien und die Bezirke, in denen die serbische Sprache gesprochen wird.

Vergleichstabelle def Flächen und der absoluten und relativen Bevölkerung der Staaten der Welt

## Veröffentlichungen
- Ethnological map by Professor Constant Desjardins (1787‒1876). This map bears the title „Serbia and the districts in which Serbian language is spoken“.